# Квінт Петіллій Спурін
Квінт Петіллій Спурін (Quintus Petillius Spurinus; ? — 176 до н. е.) — політичний, державний та військовий діяч Римської республіки, консул 176 року до н. е.

## Життєпис
Походив з плебейського роду Петілліїв. 
У 190 році до н. е. став квестором. У 187 році до н. е. його обрано народним трибуном. Під час своєї каденції притягнув Публія Сципіона Африканського та Луція Спиціона Азіатіка до суду за хабарництво, проте не мав успіху. У 181 році до н. е. став міським претором. 
У 176 році до н. е. його обрано консулом разом з Гнеєм Корнелієм Сципіоном Гіспаллом. Під час своєї каденції займався придушенням повстання лігурів. Помер під час бойових дій.